# Фізико-географічне районування Польщі

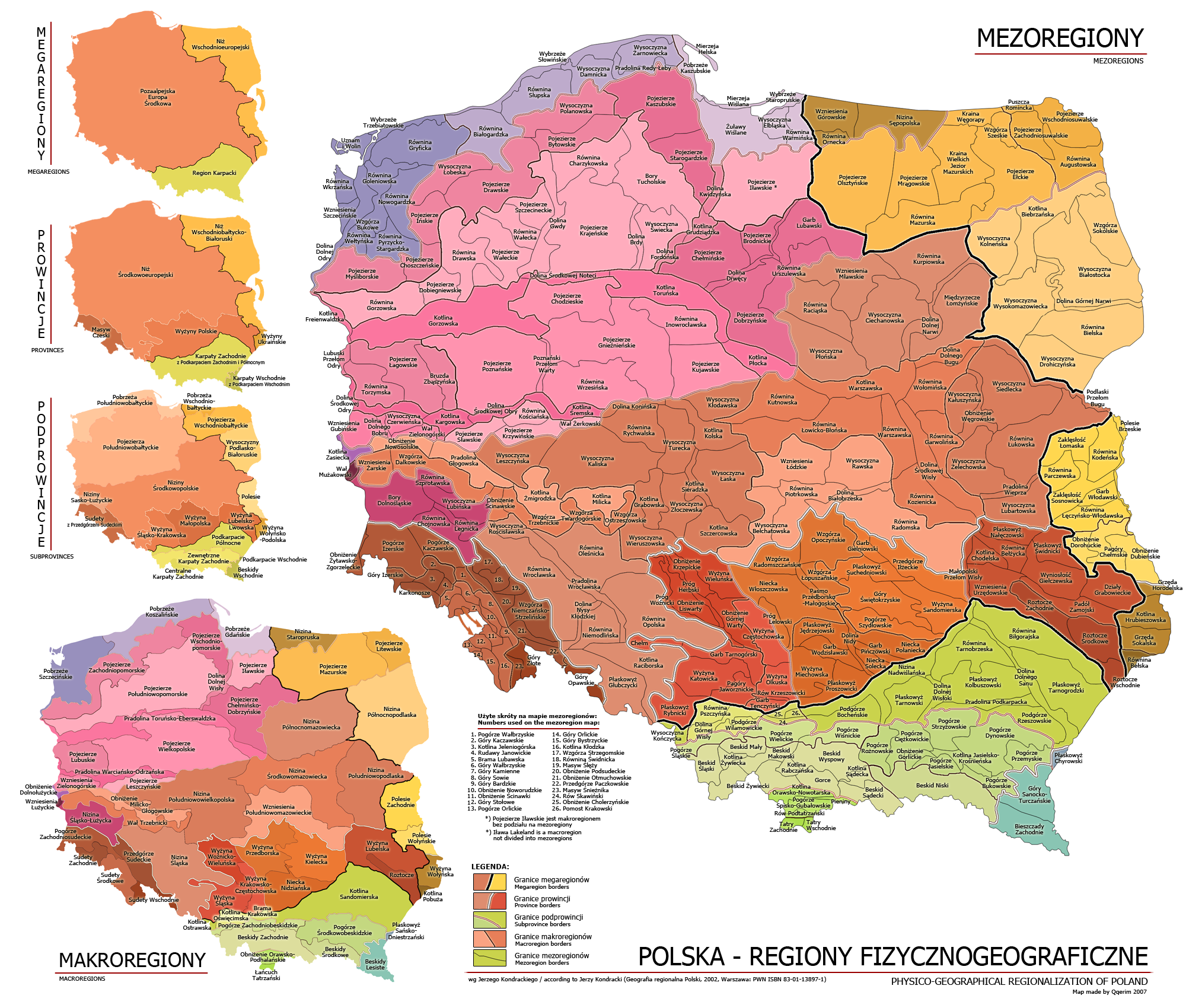
Карта фізико-географічних регіонів Польщі (від мегарегіонів до мезорегіонів), підкреслюючи ієрархію та відносне розташування регіонів (до змін 2018 року)

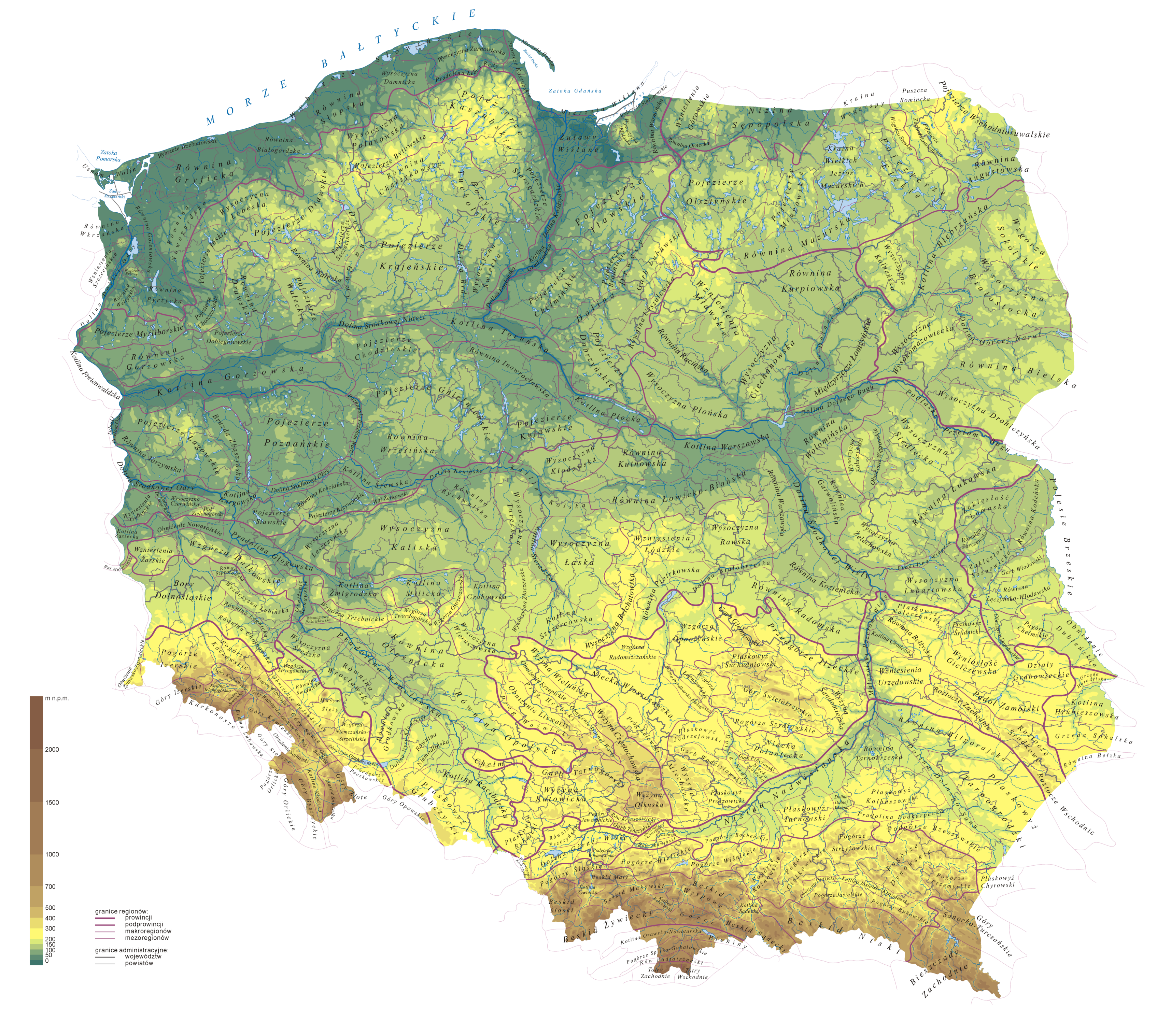
Карта фізико-географічних мезорегіонів Польщі на тлі рельєфу та адміністративного поділу (до змін 2018 р.))

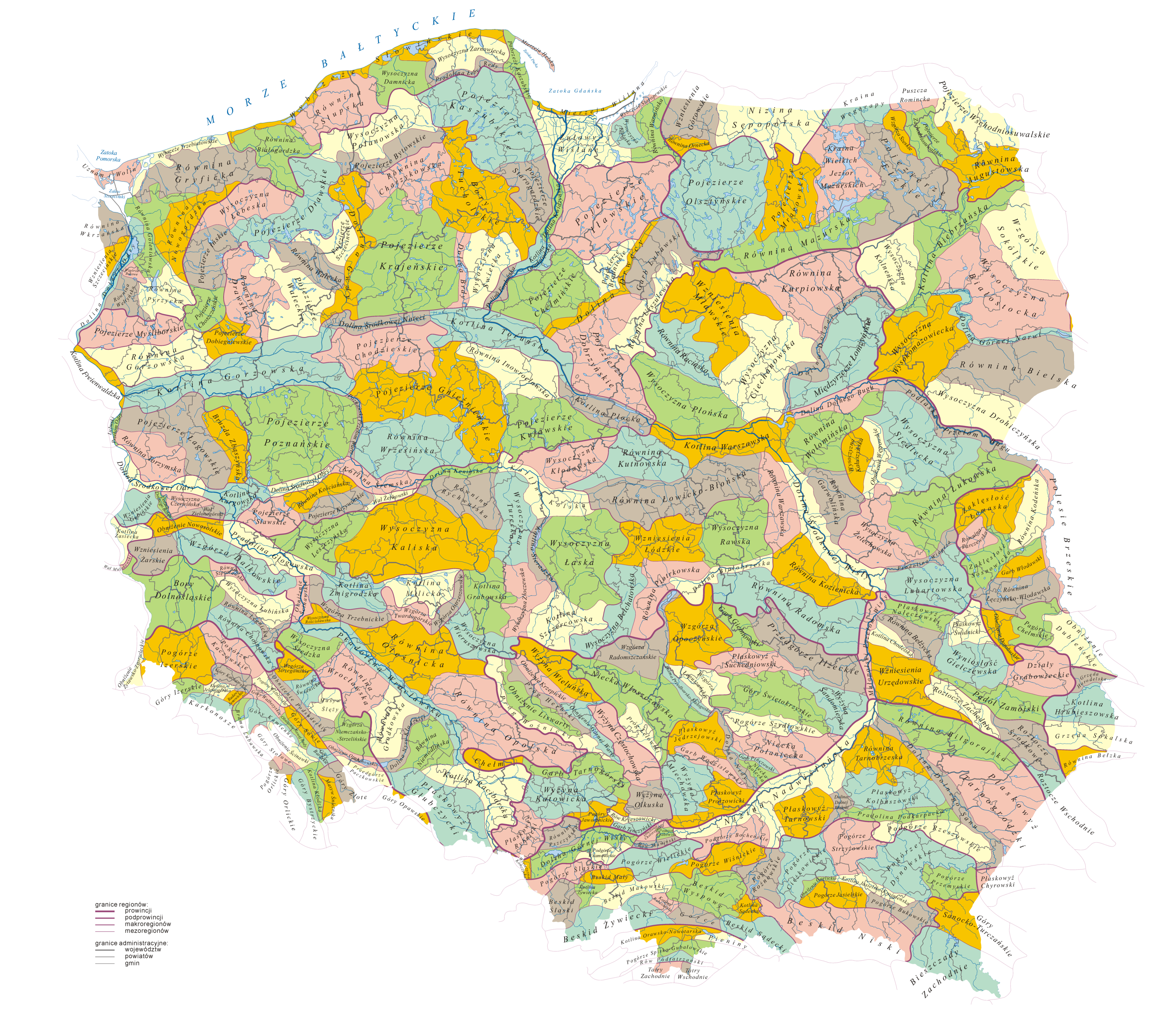
Карта фізико-географічних мезорегіонів Польщі на тлі детального адміністративного поділу (до змін 2018 року)

Фі́зико-географі́чне районува́ння По́льщі — фізико-географічне районування авторства Єжи Кондрацького розроблене у другій половині 20 ст., у формі багатоступеневої системи регіонів. У 2018 році міжуніверситетська група 26 географів на чолі з Єжи Солоном з Польської академії наук та під патронатом Генеральної дирекції охорони навколишнього середовища оновила та деталізувала попередній поділ. Колектив виділив на території Польщі 344 мезорегіони як основні одиниці фізико-географічного поділу країни. Оновлені межі мезорегіонів визначені на основі детальних геоморфологічних і геологічних даних та їх аналізу в геоінформаційних системах з точністю, що відповідає масштабу 1:50 000.
Єжи Кондрацький більшу частину території Польщі приділив до Західної Європи, а меншу — до Східної. У межах цих областей він потім виділив підобласті: мегарегіони, провінції, підпровінції, макрорегіони та мезорегіони. Методичним положенням Кондрацького було визнання того, що окремі регіони є перш за все геоморфологічними та геологічними одиницями. Відмінності в будові ґрунту і рельєфу впливаюить на кліматичні, водні, рослинні та ґрунтові умови, а отже, визначають загальний фізико-географічний характер території. Таке було й основне положення дослідження 2018 року.

## Історія

### До Другої світової війни
Перші відомі міркування на тему географічного поділу Польщі з’явилися в середньовічній праці Яна Длугоша. Значне пожвавлення в цій галузі відбулося лише в 19-20 століттях, коли знання природних умов країни побільшали. Тоді, в царині географічного поділу відзначились, зокрема: Станіслав Сташиць, Вінцентій Поль, Антоній Реман, Вацлав Налковський, Станіслав Ленцевич і Людомир Савицький. У кожного з них була своя концепція поділу Польщі. Найпоширенішою конвенцією, до розроблення якої доклалися зокрема: В. Налковський і С. Ленцевич, були т.зв. "пояси". Дослідники поділили країну на шість смуг: пояс гір, пояс передгірних улоговин, пояс нагір'їв, пояс центральних низовин, пояс приозерних височин і пояс прибережних низовин. Ця схема глибоко вкоренилася в польській географічній думці. Зміна державних кордонів після Другої світової війни активізувала дискусію щодо географічного районування країни. У 1946–1947 роках Єжи Кондрацький, Мечислав Клімашевський, Раймунд Ґалон і Станіслав Пєткевич представили собі взаємно свої замисли щодо детального поділу — всі в рамках конвенції «поясів». Однак досягнути згоди їм не вдалося.

### Задум Єжи Кондрацького
У другій половині ХХ століття Єжи Кондрацький найбільше доклався до питання географічного районування Польщі. У 1955 році в статті «Проблеми фізико-географічного районування Польщі» він відмовився від «поясної» схеми і поділив країну на 6 великих одиниць (Польська низовина, Судети з передгір'ям, Сілезько-Малопольське нагір'я, Люблінське нагір'я з Розточчям, Підкарпатська улоговина та Карпати) та 16 підодиниць. Його районування в кінцевому підсумку було засноване на клясифікації фізико-географічних регіонів світу в десятковій системі, запропонованій у 1964 році на Міжнародному географічному конгресі. На основі цієї системи Єжи представив Польщу як країну на межі двох великих областей (Західної та Східної Європи), в межах 3 мегарегіонів, 7 провінцій, 17 підпровінцій, 56 макрорегіонів і 318 мезорегіонів. Цей поділ, опублікований у 1968 р. у статті «Фізико-географічне районування Польщі та сусідніх країн у десятковій системі», став стандартом, повторюваним у наступних публікаціях автора лише з незначними доповненнями та змінами.
Єжи Кондрацький більшу частину території Польщі приділив до Західної Європи (Морський клімат, геологічна зона Західноєвропейської платформи й Альпійського горотворення), а меншу частину — до Східної Європи (Континентальний клімат, геологічна зона Східноєвропейської Платформи). Далі він виділив три підзони (мегарегіони) – Неальпійську Центральну Європу, Карпати з прилеглими западинами та Східноєвропейську рівнину. Проведення фізико-географічного кордону між Західною та Східною Європою в Польщі означало відмову від концепції «поясів» вищих географічних регіонів. Цю умовність автор залишив лише в описі рельєфу країни, де виділив такі пояси: Внутрішньокарпатський (високогірний), Зовнішній Карпатський, Підкарпатський, старогір’я та нагір'я, навколольодовикові рівнини (старольодовиковий), молодольодовиковий та приморський.
Районування Кондрацького з'явилося в послідовних виданнях його «Фізичної географії Польщі» (1978–1988), у колективній праці «Географія Польщі. Природне середовище» (1991), а також на картах «Національного атласу Польщі» (1973–1978) та «Атласу Республіки Польща» (1993–1997). У рамках останньої публікації Єжи Кондрацький у співпраці з Анджеєм Ріхлінгом розробив карту під назвою «Фізико-географічні регіони» (1994), яка стала остаточною версією його районування, пізніше представленого у формі описової характеристики регіонів у книзі «Регіональна географія Польщі» (1998 р. і пізніші перевидання) . Тим часом назви регіонів були стандартизовані Комісією для визначення назв місцевостей і фізико-географічних об’єктів при Канцелярії Ради міністрів і опубліковані в списку «Географічні назви Республіки Польща» (1991 р.).
Районування про яке йдеться, є суто науковим поділом, який іноді відхиляється від загальноприйнятих регіонів (наприклад, тут відсутнє Сувальське Поозер’я чи Мазовецька низовина). Деякі географи (зокрема Ян Фліс) ставили під сумнів доцільність використання цього поділу в шкільному викладанні через його надто спеціялістичний характер. Кондрацький спростував звинувачення, стверджуючи, що методично проведене районування обов'язково передбачає певний рівень складності, а стандартизація географічних регіонів має охоплювати не лише освіту, а й енциклопедії та словникові видання. Рівночасно він усвідомлював, що його система може здатися занадто спеціялізована для негеографів, тому в офіційній стандартизації назв регіонів було прийнято кілька популярних варіянтів назв для груп регіонів, як-от Мазовецька низовина для набору з трьох макрорегіонів (Північномазовецька низовина, Середньомазовецька низовина та Південномазовецька височина). Поділ Кондрацького з часом почали використовувати в шкільних географічних атласах.
У державах, що межують з Польщею, існують районування відмінні від польського. Тому деякі одиниці, що виділив Єжи Кондрацький, можуть не бути виділеними в сусідніх країнах, і навпаки – одиниці, що відокремлені, наприклад, у фізико-географічному районуванні Словаччини, не конче виділені в Польщі. Приміром, у межах мезорегіону Низькі Бескиди словацькі географи виділяють три окремі регіони: Бусов, Ондавська Врховина та Лаборецька Врховина, а назва Низькі Бескиди позначає їхню вищу одиницю (еквівалентом якої в праці Кондрацького є макрорегіон Центральні Бескиди).

### Оновлення 2018 року
Поділ Єжи Кондрацького та Анджея Ріхлінга, опублікований в «Атласі Республіки Польща» у 1994 році, отримав широке визнання та популярність не лише серед географів, став стандартом, який цитується в багатьох працях і широко використовують вчені. Після 2000 року різні академіки пробували внести зміни до поділу на місцевому рівні, використовуючи нові, віднедавна доступні дані та наукові методи. Однак ті спроби були нев'язливі і не стали загальноприйнятими.
Поштовхом для підготовки оновленого районування в національному масштабі стали законодавчі зміни щодо охорони природи внаслідок ратифікації Європейської ландшафтної конвенції. Її впровадження в національну правову систему відбулося шляхом зобов’язання воєводських управ Законом від 2015 року готувати ландшафтні аудити як основу для введення політики формування та охорони ландшафтів. Відповідна постанова уряду визначила методику підготовки цих перевірок із зазначенням зв’язку ландшафтних меж з межами фізико-географічних мезорегіонів відповідно до рекомендацій Головного управління охорони навколишнього природного середовища.
Наукова спільнота, зібрана в Польській асоціяції ландшафтної екології та Польському географічному товаристві, брала участь у процесі законодавчих змін спершу як учасник, що висловлює думку, а потім взялася за комплексну перевірку та уточнення поділу 1994 року. 26 географів під керівництвом Єжи Солона з Польської академії наук розробили нову редакцію районування, яка була представлена у 2018 році у багатоавторській статті з доданою оглядовою картою (масштаб 1:2000 000), у журналі «Geographia Polonica» та на онлайн-картографічному порталі GDOŚ (карта масштабу 1:50 000), а потім у книзі «Регіональна фізична географія Польщі» з 2021 року, яка містить описову характеристику регіонів.
Новий поділ є синтезом роботи окремих регіональних центрів і відрізняється від попереднього передусім точним окресленням меж мезорегіонів. Він був виготовлений у масштабі 1:50 000, а роботи Єжи Кондрацького були придатні для огляду в масштабах 1:300 000–1:1 000 000. Збережено ієрархічну структуру регіонів та систему їх цифрової індексації. Збільшено кількість мезорегіонів - з 316 до 344, а назви деяких з них змінено. Номери і назви одиниць вищого порядку не змінилися (хоча їх межі змінилися разом зі зміною меж мезорегіонів). На думку авторів нового поділу, він зберігає теоретичні положення задуму Кондрацького і становить його логічне продовження.
Для визначення меж мезорегіонів використано новітні просторові дані та їх комп’ютерний аналіз у ГІС-системах. Гіпсометричні лідарні вимірювання, зібрані за допомогою повітряного сканування, були використані як основа для цифрової моделі місцевості та порівняні з детальною геологічною картою країни. Використовувалися також точні топографічні, гідрографічні та ботанічні карти. Поступ у царині оцифрування дозволив отримати рівень деталізації, недосяжний для географів, які займалися районуванням в 20-му столітті, коли вони працювали лише з використанням простих комп’ютерних методів і, перш за все, ручної техніки, використовуючи паперові карти.

## Поділ на провінції, підпровінції та макрорегіони
У районуванні 1994 року територія Польщі була поділена на 7 провінцій, 18 підпровінцій і 59 фізико-географічних макрорегіонів - така ж структура збереглася і в поділі 2018 року.
| Провінція | Підпровінція                                                           | Макрорегіони |
| --- | ---------------------------------------------------------------------- | --- |
| (31) Середньоєвропейська рівнина                                                                                   | (313) Південнобалтійські побережжя (Pobrzeża Południowobałtyckie)      | (313.2–3) Щецинське побережжя (Pobrzeże Szczecińskie) (313.4) Кошалінське побережжя (Pobrzeże Koszalińskie) (313.5) Ґданське побережжя (Pobrzeże Gdańskie) |
| (31) Середньоєвропейська рівнина                                                                                   | (314–316) Південнобалтійські поозер'я (Pojezierza Południowobałtyckie) | (314.4) Західнопоморське поозер’я (Pojezierze Zachodniopomorskie) (314.5) Східньопоморське поозер’я (Pojezierze Wschodniopomorskie) (314.6–7) Південнопоморське поозер’я (Pojezierze Południowopomorskie) (314.8) Долина нижньої Вісли (Dolina Dolnej Wisły) (314.9) Ілавське поозер'я (Pojezierze Iławskie) (315.1) Хелминсько-Добжиньське поозер'я (Pojezierze Chełmińsko-Dobrzyńskie) (315.3) Торуньсько-Еберсвальдська післяльодовикова долина (Pradolina Toruńsko-Eberswaldzka) (315.4) Любуське поозер'я (Pojezierze Lubuskie) (315.5) Великопольське поозер'я (Pojezierze Wielkopolskie) (315.6) Післяльодовикова долина Варти-Одри (Pradolina Warciańsko-Odrzańska) (315.7) Зеленогурська височина (Wzniesienia Zielonogórskie) (315.8) Лещинське поозер'я (Pojezierze Leszczyńskie) |
| (31) Середньоєвропейська рівнина                                                                                   | (317) Саксонсько-Лужицькі низовини (Niziny Sasko-Łużyckie)             | (317.2) Нижньолужицька западина (Obniżenie Dolnołużyckie) (317.4) Лужицька височина (Wzniesienia Łużyckie) (317.7) Сілезько-Лужицька низовина (Nizina Śląsko-Łużycka) |
| (31) Середньоєвропейська рівнина                                                                                   | (318) Середньопольські низовини (Niziny Środkowopolskie)               | (318.1–2) Південновеликопольська низовина (Nizina Południowowielkopolska) (318.3) Мілицько-Ґлоґівська западина (Obniżenie Milicko-Głogowskie) (318.4) Тшебницький хребет (Wał Trzebnicki) (318.5) Сілезька низовина (Nizina Śląska) (318.6) Північномазовецька низовина (Nizina Północnomazowiecka) (318.7) Середньомазовецька низовина (Nizina Środkowomazowiecka) (318.8) Південномазовецька височина (Wzniesienia Południowomazowieckie) (318.9) Південнопідляська низовина (Nizina Południowopodlaska) |
| (33) Чеський масив                                                                                                 | (332) Судети з Передсудеттям (Sudety z Przedgórzem Sudeckim)           | (332.1) Передгір'я Судетів (Przedgórze Sudeckie) (332.2) Передгір'я Західних Судетів (Pogórze Zachodniosudeckie) (332.3) Західні Судети (Sudety Zachodnie) (332.4–5) Серединні Судети (Sudety Środkowe) (332.6) Східні Судети (Sudety Wschodnie) |
| (34) Польські нагір'я (Wyżyny Polskie)                                                                             | (341) Сілезько-Краківське нагір'я (Wyżyna Śląsko-Krakowska)            | (341.1) Сілезьке нагір'я (Wyżyna Śląska) (341.2) Возьницько-Вєлунське нагір'я (Wyżyna Woźnicko-Wieluńska) (341.3) Краківсько-Ченстоховське нагір'я (Wyżyna Krakowsko-Częstochowska) |
| (34) Польські нагір'я (Wyżyny Polskie)                                                                             | (342) Малопольське нагір'я (Wyżyna Małopolska)                         | (342.1) Пшедборське нагір'я (Wyżyna Przedborska) (342.2) Нідинська котловина (Niecka Nidziańska) (342.3) Келецьке нагір'я (Wyżyna Kielecka) |
| (34) Польські нагір'я (Wyżyny Polskie)                                                                             | (343) Люблінсько-Львівське нагір'я (Wyżyna Lubelsko-Lwowska)           | (343.1) Люблінське нагір'я (Wyżyna Lubelska) (343.2) Розточчя (Roztocze) |
| (51) Західні Карпати із Західним і Північним Підкарпаттям (Karpaty Zachodnie z Podkarpaciem Zachodnim i Północnym) | (512) Улоговина Північного Передкарпаття (Podkarpacie Północne)        | (512.1) Остравська котловина (Kotlina Ostrawska) (512.2) Освенцимська котловина (Kotlina Oświęcimska) (512.3) Краківські ворота (Brama Krakowska) (512.4–5) Сандомирська котловина (Kotlina Sandomierska) |
| (51) Західні Карпати із Західним і Північним Підкарпаттям (Karpaty Zachodnie z Podkarpaciem Zachodnim i Północnym) | (513) Зовнішні Західні Карпати (Zewnętrzne Karpaty Zachodnie)          | (513.3) Передгір'я Західних Бескидів (Pogórze Zachodniobeskidzkie) (513.4–5) Західні Бескиди (Beskidy Zachodnie) (513.6) Передгір'я Серединних Бескидів (Pogórze Środkowobeskidzkie) (513.7) Серединні Бескиди (Beskidy Środkowe) |
| (51) Західні Карпати із Західним і Північним Підкарпаттям (Karpaty Zachodnie z Podkarpaciem Zachodnim i Północnym) | (514–15) Власне Західні Карпати (Centralne Karpaty Zachodnie)          | (514.1) Оравсько-Підгальська западина (Obniżenie Orawsko-Podhalańskie) (514.5) Татри (Łańcuch Tatrzański) |
| (52) Східні Карпати зі Східним Підкарпаттям (Karpaty Wschodnie z Podkarpaciem Wschodnim)                           | (521) Улоговина Східнього Передкарпаття (Podkarpacie Wschodnie)        | (521.1) Сянсько-Дністровське плато (Płaskowyż Sańsko-Dniestrzański) |
| (52) Східні Карпати зі Східним Підкарпаттям (Karpaty Wschodnie z Podkarpaciem Wschodnim)                           | (522) Зовнішні Східні Карпати (Zewnętrzne Karpaty Wschodnie)           | (522.1) Лісисті Карпати (Beskidy Lesiste) |
| (84) Східньобалтійсько-Білоруська Низовина (Niż Wschodniobałtycko-Białoruski)                                      | (841) Східньобалтійські побережжя (Pobrzeża Wschodniobałtyckie)        | (841.5) Старопруська низовина (Nizina Staropruska) |
| (84) Східньобалтійсько-Білоруська Низовина (Niż Wschodniobałtycko-Białoruski)                                      | (842) Східньобалтійські поозер'я (Pojezierza Wschodniobałtyckie)       | (842.7) Литовське поозер'я (Pojezierze Litewskie) (842.8) Мазурське поозер'я (Pojezierze Mazurskie) |
| (84) Східньобалтійсько-Білоруська Низовина (Niż Wschodniobałtycko-Białoruski)                                      | (843) Підлясько-Білоруські височини (Wysoczyzny Podlasko-Białoruskie)  | (843.3) Північнопідляська низовина (Nizina Północnopodlaska) |
| (84) Східньобалтійсько-Білоруська Низовина (Niż Wschodniobałtycko-Białoruski)                                      | (845) Полісся (Polesie)                                                | (845.1) Західне Полісся (Polesie Zachodnie) (845.3) Волинське Полісся (Polesie Wołyńskie) |
| (85) Українське нагір'я (Wyżyny Ukraińskie)                                                                        | (851) Wyżyna Wołyńsko-Podolska                                         | (851.1) Волинська височина (Wyżyna Wołyńska) (851.2) Мале Полісся (мезорегіон: Надбужансбка котловина) (Kotlina Pobuża) |

## Поділ на мезорегіони
У поділі 1994 року в Польщі виділено 316 мезорегіонів, які є основними одиницями фізико-географічного поділу країни. Багатоавторна регіоналізація від 2018 року деталізує загалом 344 мезорегіони.
| Поділ 1994 року | Оновлення 2018 року |
| --- | --- |
| Mezoregiony Pobrzeża Szczecińskiego (313.2–3): | |
| - (313.21) Uznam i Wolin - (313.22) Wybrzeże Trzebiatowskie - (313.23) Równina Wkrzańska - (313.24) Dolina Dolnej Odry - (313.25) Równina Goleniowska - (313.26) Wzniesienia Szczecińskie - (313.27) Wzgórza Bukowe - (313.28) Równina Wełtyńska - (313.31) Równina Pyrzycka - (313.32) Równina Nowogardzka - (313.33) Równina Gryficka                                                                    | - (313.21) Uznam i Wolin - (313.22) Wybrzeże Trzebiatowskie - (313.23) Równina Wkrzańska - (313.24) Dolina Dolnej Odry - (313.25) Równina Goleniowska - (313.26) Wzniesienia Szczecińskie - (313.27) Wzgórza Bukowe - (313.28) Równina Wełtyńska - (313.31) Równina Pyrzycka - (313.32) Równina Nowogardzka - (313.33) Równina Gryficka |
| Mezoregiony Pobrzeża Koszalińskiego (313.4): | |
| - (313.41) Wybrzeże Słowińskie - (313.42) Równina Białogardzka - (313.43) Równina Słupska - (313.44) Wysoczyzna Damnicka - (313.45) Wysoczyzna Żarnowiecka - (313.46) Pradolina Redy-Łeby | - (313.41) Wybrzeże Słowińskie - (313.42) Równina Białogardzka - (313.43) Równina Słupska - (313.44) Wysoczyzna Damnicka - (313.45) Wysoczyzna Choczewska (змінена назва) - (313.46) Pradolina Redy-Łeby - (313.47) Wybrzeże Koszalińskie (новий мезорегіон) |
| Mezoregiony Pobrzeża Gdańskiego (313.5): | |
| - (313.51) Pobrzeże Kaszubskie - (313.52) Гельська коса (Mierzeja Helska) - (313.53) Віслинська коса (Mierzeja Wiślana) - (313.54) Віслянські Жулави (Żuławy Wiślane) - (313.55) Wysoczyzna Elbląska - (313.56) Równina Warmińska - (313.57) Wybrzeże Staropruskie | - (313.51) Pobrzeże Kaszubskie - (313.52) Mierzeja Helska - (313.53) Mierzeja Wiślana - (313.54) Żuławy Wiślane - (313.55) Wysoczyzna Elbląska - (313.56) Równina Warmińska - (313.57) Wybrzeże Staropruskie |
| Mezoregiony Pojezierza Zachodniopomorskiego (314.4): | |
| - (314.41) Pojezierze Myśliborskie - (314.42) Pojezierze Choszczeńskie - (314.43) Pojezierze Ińskie - (314.44) Wysoczyzna Łobeska - (314.45) Pojezierze Drawskie - (314.46) Wysoczyzna Polanowska - (314.47) Pojezierze Bytowskie | - (314.41) Pojezierze Myśliborskie - (314.42) Pojezierze Choszczeńskie - (314.43) Pojezierze Ińskie - (314.44) Wysoczyzna Łobeska - (314.45) Pojezierze Drawskie - (314.46) Wysoczyzna Polanowska - (314.47) Pojezierze Bytowskie |
| Mezoregiony Pojezierza Wschodniopomorskiego (314.5): | |
| - (314.51) Кашубське поозер'я (Pojezierze Kaszubskie) - (314.52) Pojezierze Starogardzkie | - (314.51) Pojezierze Kaszubskie - (314.52) Pojezierze Starogardzkie |
| Mezoregiony Pojezierza Południowopomorskiego (314.6–7): | |
| - (314.61) Równina Gorzowska - (314.62) Pojezierze Dobiegniewskie - (314.63) Równina Drawska - (314.64) Pojezierze Wałeckie - (314.65) Równina Wałecka - (314.66) Pojezierze Szczecineckie - (314.67) Równina Charzykowska - (314.68) Dolina Gwdy - (314.69) Pojezierze Krajeńskie - (314.71) Тухольські бори (Bory Tucholskie) - (314.72) Dolina Brdy - (314.73) Wysoczyzna Świecka                       | - (314.61) Równina Gorzowska - (314.62) Pojezierze Dobiegniewskie - (314.63) Równina Drawska - (314.64) Pojezierze Wałeckie - (314.65) Równina Wałecka - (314.66) Pojezierze Szczecineckie - (314.67) Równina Charzykowska - (314.68) Dolina Gwdy - (314.69) Pojezierze Krajeńskie - (314.71) Bory Tucholskie - (314.72) Dolina Brdy - (314.73) Wysoczyzna Świecka - (314.74) Pojezierze Południowokrajeńskie (новий мезорегіон) |
| Mezoregiony Doliny Dolnej Wisły (314.8): | |
| - (314.81) Dolina Kwidzyńska - (314.82) Kotlina Grudziądzka - (314.83) Dolina Fordońska | - (314.81) Dolina Kwidzyńska - (314.82) Kotlina Grudziądzka - (314.83) Dolina Fordońska |
| Mezoregiony Pojezierza Iławskiego (314.9): | |
| мезорегіонів не виділено | - (314.91) Pojezierze Dzierzgońsko-Morąskie (новий мезорегіон) - (314.92) Pojezierze Łasińskie (новий мезорегіон) - (314.93) Równina Iławska (новий мезорегіон) |
| Mezoregiony Pojezierza Chełmińsko-Dobrzyńskiego (315.1): | |
| - (315.11) Pojezierze Chełmińskie - (315.12) Pojezierze Brodnickie - (315.13) Dolina Drwęcy - (315.14) Pojezierze Dobrzyńskie - (315.15) Garb Lubawski - (315.16) Równina Urszulewska | - (315.11) Pojezierze Chełmińskie - (315.12) Pojezierze Brodnickie - (315.13) Dolina Drwęcy - (315.14) Pojezierze Dobrzyńskie - (315.15) Garb Lubawski - (315.16) Równina Urszulewska |
| Mezoregiony Pradoliny Toruńsko-Eberswaldzkiej (315.3): | |
| - (315.32) Kotlina Freienwaldzka - (315.33) Kotlina Gorzowska - (315.34) Dolina Środkowej Noteci - (315.35) Kotlina Toruńska - (315.36) Kotlina Płocka | - (315.32) Kotlina Freienwaldzka - (315.33) Kotlina Gorzowska - (315.34) Dolina Środkowej Noteci - (315.35) Kotlina Toruńska - (315.36) Kotlina Płocka - (315.37) Nieszawski Przełom Wisły (новий мезорегіон) |
| Mezoregiony Pojezierza Lubuskiego (315.4): | |
| - (315.41) Lubuski Przełom Odry - (315.42) Pojezierze Łagowskie - (315.43) Równina Torzymska - (315.44) Bruzda Zbąszyńska | - (315.41) Lubuski Przełom Odry - (315.42) Pojezierze Łagowskie - (315.43) Równina Torzymska - (315.44) Bruzda Zbąszyńska |
| Mezoregiony Pojezierza Wielkopolskiego (315.5): | |
| - (315.51) Pojezierze Poznańskie - (315.52) Poznański Przełom Warty - (315.53) Pojezierze Chodzieskie - (315.54) Pojezierze Gnieźnieńskie - (315.55) Równina Inowrocławska - (315.56) Równina Wrzesińska - (315.57) Куявське Поозер'я (Pojezierze Kujawskie) | - (315.50) Równina Nowotomyska (новий мезорегіон) - (315.51) Pojezierze Poznańskie - (315.52) Poznański Przełom Warty - (315.53) Pojezierze Chodzieskie - (315.54) Pojezierze Gnieźnieńskie - (315.55) Równina Inowrocławska - (315.56) Równina Wrzesińska - (315.57) Pojezierze Kujawskie - (315.58) Pojezierze Żnińsko-Mogileńskie (новий мезорегіон) - (315.59) Wysoczyzna Grodziska (новий мезорегіон) |
| Mezoregiony Pradoliny Warciańsko-Odrzańskiej (315.6): | |
| - (315.61) Dolina Środkowej Odry - (315.62) Kotlina Kargowska - (315.63) Dolina Środkowej Obry - (315.64) Kotlina Śremska | - (315.61) Dolina Środkowej Odry - (315.62) Kotlina Kargowska - (315.63) Dolina Środkowej Obry - (315.64) Kotlina Śremska |
| Mezoregiony Wzniesień Zielonogórskich (315.7): | |
| - (315.71) Wzniesienia Gubińskie - (315.72) Dolina Dolnego Bobru - (315.73) Wysoczyzna Czerwieńska - (315.74) Wał Zielonogórski | - (315.71) Wzniesienia Gubińskie - (315.72) Dolina Dolnego Bobru - (315.73) Wysoczyzna Czerwieńska - (315.74) Wał Zielonogórski |
| Mezoregiony Pojezierza Leszczyńskiego (315.8): | |
| - (315.81) Pojezierze Sławskie - (315.82) Pojezierze Krzywińskie - (315.83) Równina Kościańska - (315.84) Wał Żerkowski | - (315.81) Pojezierze Sławskie - (315.82) Pojezierze Krzywińskie - (315.83) Równina Kościańska - (315.84) Wał Żerkowski |
| Мезорегіони Нижньолужицької западини (Obniżenie Dolnołużyckie) (317.2): | |
| - (317.23) Засецька котловина (Kotlina Zasiecka) | - (317.23) Засецька котловина (Kotlina Zasiecka) |
| Мезорегіони Лужицької височини (Wzniesienia Łużyckie) (317.4): | |
| - (317.46) Мускауський хребет (Wał Mużakowski) | - (317.46) Мускауський хребет (Wał Mużakowski) |
| Мезорегіони Сілезько-Лужицької низовини (Nizina Śląsko-Łużycka) (317.7): | |
| - (317.74) Нижньосілезькі бори (Bory Dolnośląskie) - (317.75) Шпротавська рівнина (Równina Szprotawska) - (317.76) Любінська височина (Wysoczyzna Lubińska) - (317.77) Легницька рівнина (Równina Legnicka) - (317.78) Хойновська рівнина (Równina Chojnowska) | - (317.74) Нижньосілезькі бори (Bory Dolnośląskie) - (317.75) Пшемковська рівнина (Równina Przemkowska) (змінена назва) - (317.76) Любінська височина (Wysoczyzna Lubińska) - (317.77) Легницька рівнина (Równina Legnicka) - (317.78) Хойновська рівнина (Równina Chojnowska) |
| Mezoregiony Niziny Południowowielkopolskiej (318.1–2): | |
| - (318.11) Wysoczyzna Leszczyńska - (318.12) Wysoczyzna Kaliska - (318.13) Dolina Konińska - (318.14) Kotlina Kolska - (318.15) Wysoczyzna Kłodawska - (318.16) Równina Rychwalska - (318.17) Wysoczyzna Turecka - (318.18) Kotlina Sieradzka - (318.19) Wysoczyzna Łaska - (318.21) Kotlina Grabowska - (318.22) Wysoczyzna Złoczewska - (318.23) Kotlina Szczercowska - (318.24) Wysoczyzna Wieruszowska | - (318.11) Wysoczyzna Leszczyńska - (318.12) Wysoczyzna Kaliska - (318.13) Dolina Konińska - (318.14) Kotlina Kolska - (318.15) Wysoczyzna Kłodawska - (318.16) Równina Rychwalska - (318.17) Wysoczyzna Turecka - (318.18) Kotlina Sieradzka - (318.19) Wysoczyzna Łaska - (318.21) Kotlina Grabowska - (318.22) Wysoczyzna Złoczewska - (318.23) Kotlina Szczercowska - (318.24) Wysoczyzna Wieruszowska - (318.25) Międzyrzecze Pysznej i Niecieczy (новий мезорегіон) |
| Mezoregiony Obniżeninia Milicko-Głogowskiego (318.3): | |
| - (318.31) Obniżenie Nowosolskie - (318.32) Pradolina Głogowska - (318.33) Kotlina Żmigrodzka - (318.34) Kotlina Milicka | - (318.31) Obniżenie Nowosolskie - (318.32) Pradolina Głogowska - (318.33) Kotlina Żmigrodzka - (318.34) Kotlina Milicka |
| Mezoregiony Wału Trzebnickiego (318.4): | |
| - (318.41) Wzniesienia Żarskie - (318.42) Wzgórza Dalkowskie - (318.43) Obniżenie Ścinawskie - (318.44) Wzgórza Trzebnickie - (318.45) Wzgórza Twardogórskie - (318.46) Wzgórza Ostrzeszowskie | - (318.41) Wzniesienia Żarskie - (318.42) Wzgórza Dalkowskie - (318.43) Obniżenie Ścinawskie - (318.44) Wzgórza Trzebnickie - (318.45) Wzgórza Twardogórskie - (318.46) Wzgórza Ostrzeszowskie - (318.47) Dolina Środkowego Bobru (новий мезорегіон) |
| Mezoregiony Niziny Śląskiej (318.5): | |
| - (318.51) Wysoczyzna Rościsławska - (318.52) Pradolina Wrocławska - (318.53) Równina Wrocławska - (318.54) Dolina Nysy Kłodzkiej - (318.55) Równina Niemodlińska - (318.56) Równina Oleśnicka - (318.57) Równina Opolska - (318.58) Płaskowyż Głubczycki - (318.59) Kotlina Raciborska | - (318.50) Brama Raciborska (новий мезорегіон) - (318.51) Wysoczyzna Rościsławska - (318.52) Pradolina Wrocławska - (318.53) Równina Wrocławska - (318.54) Dolina Nysy Kłodzkiej - (318.55) Równina Niemodlińska - (318.56) Równina Oleśnicka - (318.57) Równina Opolska - (318.58) Płaskowyż Głubczycki - (318.59) Kotlina Raciborska |
| Mezoregiony Niziny Północnomazowieckiej (318.6): | |
| - (318.61) Wysoczyzna Płońska - (318.62) Równina Raciąska - (318.63) Wzniesienia Mławskie - (318.64) Wysoczyzna Ciechanowska - (318.65) Równina Kurpiowska - (318.66) Dolina Dolnej Narwi - (318.67) Międzyrzecze Łomżyńskie | - (318.61) Wysoczyzna Płońska - (318.62) Równina Raciąska - (318.63) Wzniesienia Mławskie - (318.64) Wysoczyzna Ciechanowska - (318.65) Równina Kurpiowska - (318.66) Dolina Dolnej Narwi - (318.67) Międzyrzecze Łomżyńskie |
| Mezoregiony Niziny Środkowomazowieckiej (318.7): | |
| - (318.71) Równina Kutnowska - (318.72) Równina Łowicko-Błońska - (318.73) Kotlina Warszawska - (318.74) Dolina Dolnego Bugu - (318.75) Dolina Środkowej Wisły - (318.76) Równina Warszawska - (318.77) Równina Kozienicka - (318.78) Równina Wołomińska - (318.79) Równina Garwolińska | - (318.70) Dolina Dolnej Pilicy (новий мезорегіон) - (318.71) Równina Kutnowska - (318.72) Równina Łowicko-Błońska - (318.73) Kotlina Warszawska - (318.74) Dolina Dolnego Bugu - (318.75) Dolina Środkowej Wisły - (318.76) Równina Warszawska - (318.77) Równina Kozienicka - (318.78) Równina Wołomińska - (318.79) Równina Garwolińska |
| Mezoregiony Wzniesień Południowomazowieckich (318.8): | |
| - (318.81) Wysoczyzna Bełchatowska - (318.82) Wzniesienia Łódzkie - (318.83) Wysoczyzna Rawska - (318.84) Równina Piotrkowska - (318.85) Dolina Białobrzeska - (318.86) Równina Radomska | - (318.81) Wysoczyzna Bełchatowska - (318.82) Wzniesienia Łódzkie - (318.83) Wysoczyzna Rawska - (318.84) Równina Piotrkowska - (318.85) Dolina Białobrzeska - (318.86) Równina Radomska |
| Mezoregiony Niziny Południowopodlaskiej (318.9): | |
| - (318.91) Podlaski Przełom Bugu - (318.92) Wysoczyzna Kałuszyńska - (318.93) Obniżenie Węgrowskie - (318.94) Wysoczyzna Siedlecka - (318.95) Wysoczyzna Żelechowska - (318.96) Równina Łukowska - (318.97) Pradolina Wieprza - (318.98) Wysoczyzna Lubartowska | - (318.91) Podlaski Przełom Bugu - (318.92) Wysoczyzna Kałuszyńska - (318.93) Obniżenie Węgrowskie - (318.94) Wysoczyzna Siedlecka - (318.95) Wysoczyzna Żelechowska - (318.96) Równina Łukowska - (318.97) Pradolina Wieprza - (318.98) Wysoczyzna Lubartowska |
| Mezoregiony Przedgórza Sudeckiego (332.1): | |
| - (332.11) Wzgórza Strzegomskie - (332.12) Równina Świdnicka - (332.13) Masyw Ślęży - (332.14) Wzgórza Niemczańsko-Strzelińskie - (332.15) Obniżenie Podsudeckie - (332.16) Obniżenie Otmuchowskie - (332.17) Przedgórze Paczkowskie | - (332.11) Wzgórza Strzegomskie - (332.12) Równina Świdnicka - (332.13) Masyw Ślęży - (332.14) Wzgórza Niemczańsko-Strzelińskie - (332.15) Obniżenie Podsudeckie - (332.16) Obniżenie Otmuchowskie - (332.17) Przedgórze Paczkowskie |
| Mezoregiony Pogórza Zachodniosudeckiego (332.2): | |
| - (332.25) Obniżenie Żytawsko-Zgorzeleckie - (332.26) Pogórze Izerskie - (332.27) Pogórze Kaczawskie - (332.28) Pogórze Wałbrzyskie | - (332.25) Kotlina Żytawska (змінена назва) - (332.26) Pogórze Izerskie - (332.27) Pogórze Kaczawskie - (332.28) Pogórze Wałbrzyskie |
| Mezoregiony Sudetów Zachodnich (332.3): | |
| - (332.34) Góry Izerskie - (332.35) Качавські гори (Góry Kaczawskie) - (332.36) Долина Єленя-Гура (Kotlina Jeleniogórska) - (332.37) Карконоші (Karkonosze) - (332.38) Rudawy Janowickie | - (332.34) Góry Izerskie - (332.35) Góry Kaczawskie - (332.36) Kotlina Jeleniogórska - (332.37) Karkonosze - (332.38) Rudawy Janowickie |
| Mezoregiony Sudetów Środkowych (332.4–5): | |
| - (332.41) Brama Lubawska - (332.42) Góry Wałbrzyskie - (332.43) Góry Kamienne - (332.44) Совині гори (Góry Sowie) - (332.45) Góry Bardzkie - (332.46) Obniżenie Noworudzkie - (332.47) Obniżenie Ścinawki - (332.48) Столові гори (Góry Stołowe) - (332.51) Pogórze Orlickie - (332.52) Góry Orlickie - (332.53) Góry Bystrzyckie - (332.54) Kotlina Kłodzka                                              | - (332.41) Brama Lubawska - (332.42) Góry Wałbrzyskie - (332.43) Góry Kamienne - (332.44) Góry Sowie - (332.45) Góry Bardzkie - (332.46) Obniżenie Noworudzkie - (332.47) Obniżenie Ścinawki - (332.48) Góry Stołowe - (332.51) Pogórze Orlickie - (332.52) Góry Orlickie - (332.53) Góry Bystrzyckie - (332.54) Kotlina Kłodzka - (322.55) Rów Górnej Nysy (новий мезорегіон) |
| Mezoregiony Sudetów Wschodnich (332.6): | |
| - (332.61) Góry Złote - (332.62) Масив Снєжніка (Masyw Śnieżnika) - (332.63) Góry Opawskie | - (332.61) Góry Złote - (332.62) Masyw Śnieżnika - (332.63) Góry Opawskie |
| Мезорегіони Сілезького нагір'я (Wyżyna Śląska) (341.1): | |
| - (341.11) Хелм (Chełm) - (341.12) Тарногурський хребет(Garb Tarnogórski) - (341.13) Катовицьке нагір'я (Wyżyna Katowicka) - (341.14) Явожницькі Пагорби (Pagóry Jaworznickie) - (341.15) Рибницьке плато (Płaskowyż Rybnicki) | - (341.11) Хелм (Chełm) - (341.12) Тарногурський хребет(Garb Tarnogórski) - (341.13) Катовицьке нагір'я (Wyżyna Katowicka) - (341.14) Явожницькі Пагорби (Pagóry Jaworznickie) - (341.15) Рибницьке плато (Płaskowyż Rybnicki) - (341.16) Западина Бойшова (Obniżenie Bojszowa)(новий мезорегіон) |
| Mezoregiony Wyżyny Woźnicko-Wieluńskiej (341.2): | |
| - (341.21) Wyżyna Wieluńska - (341.22) Obniżenie Liswarty - (341.23) Próg Woźnicki - (341.24) Próg Herbski - (341.25) Obniżenie Górnej Warty - (341.26) Obniżenie Krzepickie | - (341.21) Wyżyna Wieluńska - (341.22) Obniżenie Liswarty - (341.23) Próg Woźnicki - (341.24) Próg Herbski - (341.25) Obniżenie Górnej Warty - (341.26) Obniżenie Krzepickie - (341.27) Kotlina Siewierza (новий мезорегіон) - (341.28) Obniżenie Górnej Małej Panwi (новий мезорегіон) |
| Mezoregiony Wyżyny Krakowsko-Częstochowskiej (341.3): | |
| - (341.31) Wyżyna Częstochowska - (341.32) Wyżyna Olkuska - (341.33) Rów Krzeszowicki - (341.34) Garb Tenczyński | - (341.31) Wyżyna Częstochowska - (341.32) Wyżyna Olkuska - (341.33) Rów Krzeszowicki - (341.34) Garb Tenczyński |
| Mezoregiony Wyżyny Przedborskiej (342.1): | |
| - (342.11) Wzgórza Radomszczańskie - (342.12) Wzgórza Opoczyńskie - (342.13) Próg Lelowski - (342.14) Niecka Włoszczowska - (342.15) Pasmo Przedborsko-Małogoskie - (342.16) Wzgórza Łopuszańskie | - (342.11) Wzgórza Radomszczańskie - (342.12) Wzgórza Opoczyńskie - (342.13) Próg Lelowski - (342.14) Niecka Włoszczowska - (342.15) Pasmo Przedborsko-Małogoskie - (342.16) Wzgórza Łopuszańskie - (342.17) Niecka Przyrowska (новий мезорегіон) |
| Mezoregiony Niecki Nidziańskiej (342.2): | |
| - (342.21) Płaskowyż Jędrzejowski - (342.22) Wyżyna Miechowska - (342.23) Płaskowyż Proszowicki - (342.24) Garb Wodzisławski - (342.25) Dolina Nidy - (342.26) Niecka Solecka - (342.27) Garb Pińczowski - (342.28) Niecka Połaniecka | - (342.21) Płaskowyż Jędrzejowski - (342.22) Wyżyna Miechowska - (342.23) Płaskowyż Proszowicki - (342.24) Garb Wodzisławski - (342.25) Dolina Nidy - (342.26) Niecka Solecka - (342.27) Garb Pińczowski - (342.28) Niecka Połaniecka |
| Mezoregiony Wyżyny Kieleckiej (342.3): | |
| - (342.31) Płaskowyż Suchedniowski - (342.32) Garb Gielniowski - (342.33) Przedgórze Iłżeckie - (342.34–35) Góry Świętokrzyskie - (342.36) Wyżyna Sandomierska - (342.37) Pogórze Szydłowskie | - (342.31) Płaskowyż Suchedniowski - (342.32) Garb Gielniowski - (342.33) Przedgórze Iłżeckie - (342.34–35) Góry Świętokrzyskie - (342.36) Wyżyna Sandomierska - (342.37) Pogórze Szydłowskie |
| Mezoregiony Wyżyny Lubelskiej (343.1): | |
| - (343.11) Małopolski Przełom Wisły - (343.12) Płaskowyż Nałęczowski - (343.13) Równina Bełżycka - (343.14) Kotlina Chodelska - (343.15) Wzniesienia Urzędowskie - (343.16) Płaskowyż Świdnicki - (343.17) Wyniosłość Giełczewska - (343.18) Działy Grabowieckie - (343.19) Padół Zamojski | - (343.11) Małopolski Przełom Wisły - (343.12) Płaskowyż Nałęczowski - (343.13) Równina Bełżycka - (343.14) Obniżenie Chodelskie (змінена назва) - (343.15) Wzniesienia Urzędowskie - (343.16) Płaskowyż Świdnicki - (343.17) Wyniosłość Giełczewska - (343.18) Działy Grabowieckie - (343.19) Kotlina Zamojska (змінена назва) |
| Mezoregiony Roztocza (343.2): | |
| - (343.21) Roztocze Zachodnie - (343.22) Roztocze Środkowe - (343.23) Roztocze Wschodnie | - (343.21) Roztocze Zachodnie - (343.22) Roztocze Środkowe - (343.23) Roztocze Wschodnie |
| Mezoregiony Kotliny Ostrawskiej (512.1): | |
| - (512.11) Wysoczyzna Kończycka | - (512.11) Wysoczyzna Kończycka - (512.12) Kotlina Olzy (новий мезорегіон) |
| Mezoregiony Kotliny Oświęcimskiej (512.2): | |
| - (512.21) Równina Pszczyńska - (512.22) Dolina Górnej Wisły - (512.23) Podgórze Wilamowickie | - (512.21) Równina Pszczyńska - (512.22) Dolina Górnej Wisły - (512.23) Podgórze Wilamowickie |
| Mezoregiony Bramy Krakowskiej (512.3): | |
| - (512.31) Rów Skawiński - (512.32) Obniżenie Cholerzyńskie - (512.33) Pomost Krakowski | - (512.31) Rów Skawiński - (512.32) Obniżenie Cholerzyńskie - (512.33) Pomost Krakowski |
| Mezoregiony Kotliny Sandomierskiej (512.4–5): | |
| - (512.41) Nizina Nadwiślańska - (512.42) Podgórze Bocheńskie - (512.43) Płaskowyż Tarnowski - (512.44) Dolina Dolnej Wisłoki - (512.45) Równina Tarnobrzeska - (512.46) Dolina Dolnego Sanu - (512.47) Równina Biłgorajska - (512.48) Płaskowyż Kolbuszowski - (512.49) Płaskowyż Tarnogrodzki - (512.51) Pradolina Podkarpacka - (512.52) Podgórze Rzeszowskie                                           | - (512.41) Nizina Nadwiślańska - (512.42) Podgórze Bocheńskie - (512.43) Płaskowyż Tarnowski - (512.44) Dolina Dolnej Wisłoki - (512.45) Równina Tarnobrzeska - (512.46) Dolina Dolnego Sanu - (512.47) Równina Biłgorajska - (512.48) Płaskowyż Kolbuszowski - (512.49) Płaskowyż Tarnogrodzki - (512.51) Pradolina Podkarpacka - (512.52) Підгуже Жешовське - (512.53) Podgórze Krakowskie (новий мезорегіон) |
| Mezoregiony Pogórza Zachodniobeskidzkiego (513.3): | |
| - (513.32) Pogórze Śląskie - (513.33) Pogórze Wielickie - (513.34) Pogórze Wiśnickie | - (513.32) Pogórze Śląskie - (513.33) Pogórze Wielickie - (513.34) Pogórze Wiśnickie |
| Mezoregiony Beskidów Zachodnich (513.4–5): | |
| - (513.45) Сілезькі Бескиди (Beskid Śląski) - (513.46) Kotlina Żywiecka - (513.47) Beskid Mały - (513.48) Beskid Makowski - (513.49) Beskid Wyspowy - (513.50) Kotlina Rabczańska - (513.51) Живецькі Бескиди (Beskid Żywiecki) - (513.52) Gorce - (513.53) Kotlina Sądecka - (513.54) Beskid Sądecki | - (513.45) Beskid Śląski - (513.46) Kotlina Żywiecka - (513.47) Beskid Mały - (513.48) Beskid Makowski - (513.49) Beskid Wyspowy - (513.50) Pogórze Orawsko-Jordanowskie (змінена назва) - (513.51) Beskid Żywiecko-Orawski (змінена назва) - (513.52) Gorce - (513.53) Kotlina Sądecka - (513.54) Beskid Sądecki - (513.55) Międzygórze Jabłonkowsko-Koniakowskie (новий мезорегіон) - (513.56) Beskid Żywiecko-Kisucki (новий мезорегіон) - (513.57) Pasma Pewelsko-Krzeszowskie (новий мезорегіон) - (513.58) Działy Orawskie (новий мезорегіон) - (513.59) Pogórze Popradzkie (новий мезорегіон) |
| Mezoregiony Pogórza Środkowobeskidzkiego (513.6): | |
| - (513.61) Pogórze Rożnowskie - (513.62) Pogórze Ciężkowickie - (513.63) Pogórze Strzyżowskie - (513.64) Pogórze Dynowskie - (513.65) Pogórze Przemyskie - (513.66) Obniżenie Gorlickie - (513.67) Kotlina Jasielsko-Krośnieńska - (513.68) Pogórze Jasielskie - (513.69) Pogórze Bukowskie | - (513.61) Pogórze Rożnowskie - (513.62) Pogórze Ciężkowickie - (513.63) Pogórze Strzyżowskie - (513.64) Pogórze Dynowskie - (513.65) Pogórze Przemyskie - (513.66) Obniżenie Gorlickie - (513.67) Kotlina Jasielsko-Krośnieńska - (513.68) Pogórze Jasielskie - (513.69) Pogórze Bukowskie |
| Mezoregiony Beskidów Środkowych (513.7): | |
| - (513.71) Beskid Niski | - (513.71) Beskid Niski |
| Mezoregiony Obniżenia Orawsko-Podhalańskiego (514.1): | |
| - (514.11) Kotlina Orawsko-Nowotarska - (514.12) П'єніни (Pieniny) - (514.13) Pogórze Spisko-Gubałowskie - (514.14) Rów Podtatrzański | - (514.11) Kotlina Orawsko-Nowotarska - (514.12) Pieniny - (514.13) Pogórza Przedtatrzańskie (змінена назва) - (514.14) Bruzda Podtatrzańska (змінена назва) - (514.15) Magura Spiska (новий мезорегіон) |
| Mezoregiony Łańcucha Tatrzańskiego (514.5): | |
| - (514.52) Tatry Zachodnie - (514.53) Tatry Wschodnie | - (514.52) Tatry Zachodnie - (514.53) Tatry Wschodnie - (514.54) Tatry Reglowe (новий мезорегіон) |
| Mezoregiony Płaskowyżu Sańsko-Dniestrzańskiego (521.1): | |
| - (521.11) Płaskowyż Chyrowski | - (521.11) Podgórze Hermanowickie (змінена назва) - (521.13) Płaskowyż Mościski (новий мезорегіон) |
| Mezoregiony Beskidów Lesistych (522.1): | |
| - (522.11) Середні Бескиди (Góry Sanocko-Turczańskie) - (522.12) Західні Бещади (Bieszczady Zachodnie) | - (522.11) Góry Sanocko-Turczańskie - (522.12) Bieszczady Zachodnie |
| Mezoregiony Niziny Staropruskiej (841.5): | |
| - (841.57) Wzniesienia Górowskie - (841.58) Równina Ornecka - (841.59) Nizina Sępopolska | - (841.57) Wzniesienia Górowskie - (841.58) Równina Ornecka - (841.59) Nizina Sępopolska |
| Mezoregiony Pojezierza Litewskiego (842.7): | |
| - (842.71) Ромінтенська пуща (Puszcza Romincka) - (842.72) Pojezierze Zachodniosuwalskie - (842.73) Pojezierze Wschodniosuwalskie - (842.74) Równina Augustowska | - (842.71) Puszcza Romincka - (842.72) Pojezierze Zachodniosuwalskie - (842.73) Pojezierze Wschodniosuwalskie - (842.74) Równina Augustowska |
| Mezoregiony Pojezierza Mazurskiego (842.8): | |
| - (842.81) Pojezierze Olsztyńskie - (842.82) Pojezierze Mrągowskie - (842.83) Kraina Wielkich Jezior Mazurskich - (842.84) Kraina Węgorapy - (842.85) Wzgórza Szeskie - (842.86) Pojezierze Ełckie - (842.87) Równina Mazurska | - (842.81) Pojezierze Olsztyńskie - (842.82) Pojezierze Mrągowskie - (842.83) Kraina Wielkich Jezior Mazurskich - (842.84) Kraina Węgorapy - (842.85) Wzgórza Szeskie - (842.86) Pojezierze Ełckie - (842.87) Równina Mazurska - (842.88) Równina Olsztynka (новий мезорегіон) - (842.89) Wysoczyzna Jeziorańsko-Bisztynecka (новий мезорегіон) |
| Mezoregiony Niziny Północnopodlaskiej (843.3): | |
| - (843.31) Wysoczyzna Kolneńska - (843.32) Kotlina Biebrzańska - (843.33) Wysoczyzna Białostocka - (843.34) Wzgórza Sokólskie - (843.35) Wysoczyzna Wysokomazowiecka - (843.36) Dolina Górnej Narwi - (843.37) Równina Bielska - (843.38) Wysoczyzna Drohiczyńska | - (843.31) Wysoczyzna Kolneńska - (843.32) Kotlina Biebrzańska - (843.33) Wysoczyzna Białostocka - (843.34) Wzgórza Sokólskie - (843.35) Wysoczyzna Wysokomazowiecka - (843.36) Dolina Górnej Narwi - (843.37) Równina Bielska - (843.38) Wysoczyzna Drohiczyńska |
| Mezoregiony Polesia Zachodniego (845.1): | |
| - (845.11) Zaklęsłość Łomaska - (845.12) Równina Kodeńska - (845.13) Równina Parczewska - (845.14) Zaklęsłość Sosnowicka - (845.15) Garb Włodawski - (845.16) Równina Łęczyńsko-Włodawska - (845.17) Берестейське Полісся (Polesie Brzeskie) | - (845.11) Zaklęsłość Łomaska - (845.12) Wysoczyzna Parczewsko-Kodeńska (змінена назва) - (845.14) Zaklęsłość Sosnowicka - (845.15) Garb Włodawski - (845.16) Pojezierze Łęczyńsko-Włodawskie (змінена назва) - (845.18) Dolina Środkowego Bugu (новий мезорегіон) |
| Mezoregiony Polesia Wołyńskiego (845.3): | |
| - (845.31) Obniżenie Dorohuckie - (845.32) Pagóry Chełmskie - (845.33) Obniżenie Dubieńskie | - (845.31) Obniżenie Dorohuckie - (845.32) Pagóry Chełmskie - (845.33) Obniżenie Dubieńskie |
| Mezoregiony Wyżyny Wołyńskiej (851.1): | |
| - (851.11) Grzęda Horodelska - (851.12) Kotlina Hrubieszowska - (851.13) Сокальське пасмо (Grzęda Sokalska) | - (851.11) Grzęda Horodelska - (851.12) Kotlina Hrubieszowska - (851.13) Grzęda Sokalska |
| Mezoregiony Kotliny Pobuża (851.2): | |
| - (851.21) Równina Bełska | - (851.21) Równina Bełska |

## Завваження
1. ↑  Ілавське поозер'я (314.9) було одночасно макрорегіоном і мезорегіоном.
2. ↑  Мезорегіон (845.13) було скасовано та включено до мезорегіону (845.12).
3. ↑  Через виділення окремого мезорегіону (845.18) мезорегіон (845.17) опинився за межами Польщі.